# Olt (distrito)
Olt é um judeţ (distrito) da Romênia, na região da Valáquia. Sua capital é a cidade de Slatina.